# Hugo Simon (Widerstandskämpfer)
Hugo Simon (* 3. Januar 1909 in Mittelschmalkalden; † April 1945) war ein deutscher Widerstandskämpfer gegen den Nationalsozialismus.

## Leben
Simon hatte noch zwölf Halbgeschwister aus der ersten Ehe seines Vaters und zwei Halbbrüder, die seine Mutter mit in die Ehe brachte. 1912 zog die Familie nach Stadtlengsfeld. Ein erster Kontakt mit kritischem Gedankengut erfolgte durch seinen Lehrer an der Grundschule.
1922 begann Simon eine Lehre als Fleischer in der Metzgerei „Kronstätt“ in Bad Salzungen; 1925 reiste er nach New York und arbeitete dort in seinem Beruf. 1927 brachte ihn die Liebe zurück nach Stadtlengsfeld, wo er 1930 heiratete. Danach ließ er sich als Hauer bei der Wintershall AG in Merkers umschulen. In dieser Zeit als Lehrhauer lernte er seinen Schwager Otto Schlegel, einen Kommunisten, besser kennen und schätzen. Beide haben ab 1933 den Widerstand gegen den Faschismus im Kaliwerk übernommen. Zu ihren Aktivitäten gehörten – neben der politischen Aufklärung über den verbrecherischen Charakter des Nationalsozialismus und dessen Kriegspläne – mit dem Beginn des Zweiten Weltkriegs auch Sabotagehandlungen zur Behinderung der Rüstungsproduktion. Eine UK(unabkömmlich)-Stellung ersparte Simon den Wehrdienst und die Front.
Kontakte zu anderen Widerstandsnetzwerken hatte Simon bereits 1933 zu Richard Eyermann in Bad Salzungen und in der Zeit des Zweiten Weltkriegs zum Widerstandskreis um Theodor Neubauer und Magnus Poser, die mit der Saefkow-Jacob-Bästlein-Organisation zusammen wirkten.
Im November 1944 fiel Simon auf bei Überprüfungen der Gestapo zur Absicherung der geplanten Goldeinlagerungen im Kaliwerk in Merkers. Hausdurchsuchungen in seinem Haus in Stadtlengsfeld blieben ohne Ergebnis. Am 4. Dezember 1944 teilte die Gestapo mit, dass er am 5. Dezember 1944 8 Uhr morgens verhaftet werde. Es war der Versuch, ihn zur Flucht zu bewegen, um von der Sippenhaft Gebrauch zu machen.
Pünktlich um 8 Uhr stand die Gestapo in der Tür und es ging zunächst mit Eskorte quer durch
Stadtlengsfeld zur Abschreckung der Anderen. Im damaligen Gutshof war eine Polizeistation mit Arrestzellen, hier wurde er verhört. Am 8. Dezember 1944 wurde er durch den Hinterausgang des Kuhstalls durch das Gelände der ehemaligen Stadtgärtnerei zum Bahnhof gebracht und über Bad Salzungen und Eisenach zur Gestapoleitstelle Weimar per Zug gefahren. Von da ging es in den Steinbruch am großen Gleichberg zum Arbeitserziehungslager (AEL) in Römhild. Zuletzt arbeitete er bei einer Autowerkstatt (Christ) in Römhild. Anfang April 1945 wurde er am Ende des Todesmarsches in Richtung KZ Flossenbürg vom Leiter des Todesmarsches erschossen.